# Rivière d'Audoin
La rivière d'Audoin est un cours d'eau de l'île française de Grande-Terre en Guadeloupe, prenant sa source à Douville (Sainte-Anne) et se jetant dans la mer des Caraïbes au Moule.

## Géographie
Longue de 11,4 km, la rivière d'Audouin coule principalement sur le territoire de la commune du Moule en Grande-Terre et se jette dans la mer des Caraïbes au cœur du bourg du Moule, au niveau du pont de l'Autre Bord.

## Affluents
La rivière d'Audouin a pour affluents des ravines au régime intermittent, dans sa partie amont, puis la ravine Sainte-Catherine et enfin la ravine d'Arles (ou ravine Gardel).

## Faune et flore
La ravine empruntée par la rivière est classée ZNIEFF continentale de type 1 pour son intérêt  écologique (pas moins de 4 milieux), biologique (richesse avifaunistique de 25 oiseaux, richesse floristique de 151 taxons), mais également paysager.
Une importante colonie de hérons garde-bœufs (localement pique-bœufs) se regroupe, à la tombée de la nuit, sur des arbres à l'estuaire de la rivière (près du pont routier de l'Autre Bord).

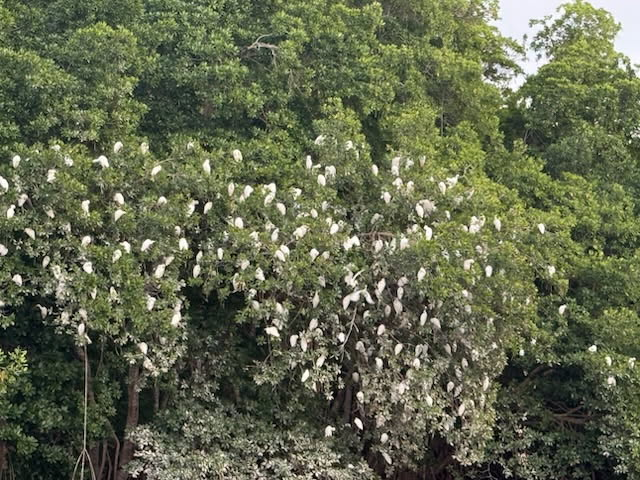
Colonie de hérons à l'estuaire de la rivière